# Gare de Koria
La gare de Koria (en finnois : Korian rautatieasema) est une gare ferroviaire finlandaise située sur la Voie ferrée Lahti–Kouvola dans le quartier d'Elimäki à Kouvola.